# Sawako Yasumoto
Sawako Yasumoto (født 6. juli 1990) er en japansk fodboldspiller. Hun har tidligere spillet for Japans kvindefodboldlandshold.

## Japans fodboldlandshold
| Japans landshold | Japans landshold | Japans landshold |
| År               | Kmp              | Mål              |
| ---------------- | ---------------- | ---------------- |
| 2010             | 2                | 0                |
| Total            | 2                | 0                |